# The Grell Mystery
The Grell Mystery è un film muto del 1917 diretto da Paul Scardon.
La sceneggiatura si basa sul romanzo The Grell Mystery di Frank Froest pubblicato a Londra nel 1913.

## Produzione
Il film fu prodotto dalla Vitagraph Company of America.

## Distribuzione
Distribuito dalla Greater Vitagraph (V-L-S-E), il film uscì nelle sale cinematografiche statunitensi il 19 novembre 1917.